# Wilton Mkwayi
 (janvier 2013).
Si vous disposez d'ouvrages ou d'articles de référence ou si vous connaissez des sites web de qualité traitant du thème abordé ici, merci de compléter l'article en donnant les références utiles à sa vérifiabilité et en les liant à la section « Notes et références ».
Wilton Mkwayi, né le 17 décembre 1923 à Qwaru, en Afrique du Sud, et mort le 23 juillet 2004 à King William's Town, en Afrique du Sud, était un syndicaliste et un militant anti-apartheid, membre de l’ANC, membre fondateur Umkhonto we Sizwe (« la lance de la nation ») qui fut prisonnier à Robben Island pendant 22 ans. Il fut membre du parlement du Cap-Oriental de 1994 à 1997.

## Biographie
Originaire d’une pauvre famille paysanne du Cap-Oriental (dans l'ancien Transkei), Wilton Mkwayi naît à Qwaru (près de Middledrift) le 17 décembre 1923. Il est l’aîné des 13 enfants de la famille.  Après ses études primaires, il travaille comme ouvrier, employé dans une usine d’explosifs au Cap puis docker. 
C’est à l’âge de 17 ans qu’il entre à l’ANC. En 1947, il boycotte les bus pour Noirs, soutient la politique du « rester chez soi » (ne pas se rendre au travail) et s’engage dans le syndicaliste dans l'industrie du textile à Port Elizabeth. Il participe activement comme chef de file à la Campagne de défiance en 1952. 
En 1953, il est le responsable de l’ANC pour la région du Cap-Oriental. 
En 1956, il milite pour une augmentation de salaire et une diminution du prix des locations immobilières. La même année, il est accusé de trahison alors qu’il défend la Charte de la Liberté - « Freedom Charter » - qui appelle à une démocratie non-raciale et à une économie sociale. Au bout de cinq années de procès, il est finalement acquitté. 
À la suite du massacre de Sharpeville en 1960, l’état d’urgence est déclaré et Mkwayi quitte le pays. 
Depuis la république populaire de Chine, il contribue à la création de la branche armée de l’ANC - Umkhonto we Sizwe (MK). Il s’entraîne dans des camps militaires et devient membre du Parti communiste sud-africain. À son retour en 1964, il est arrêté, jugé et condamné à la prison vie en 1965 pour sa participation à l’organisation armée. Il est alors envoyé à Robben Island. Il a juste eu le temps de rencontrer une infirmière, nommé Irene Khumalo, qu'il épousera 22 ans plus tard, alors qu'il est toujours en prison. Cependant, elle décède d’un cancer en 1988 alors qu'il toujours pas été libéré.
Il est remis en liberté en 1989 par le président Frederik de Klerk. 
En 1991, il est élu au comité national exécutif de l’ANC et reçoit en 1992, avec Nelson Mandela, Walter Sisulu et Oliver Tambo, la médaille la plus honorable de l’ANC, l’Isithwalandwe (ce qui signifie « celui qui porte les plumes de l’oiseau rare »). Il est élu député au Parlement du Cap-Oriental en 1994. 
Il se retire de la vie publique en 1997 à cause de son état de santé.
Il décède le 23 juillet 2004 à l’âge de 81 ans à King William's Town à la suite d’un cancer.